# الحنطة وبس (مسلسل)
الحنطة وبس هو مسلسل تلفزيوني عدد حلقاته عشرون حلقة أول عزض عام 1998.

## طاقم العمل
- عبير شمس الدين
- أندريه سكاف
- وفاء موصللي
- نزار أبو حجر
- سليم كلاس
- عصام عبه جي
- حسن دكاك
- جرجس جبارة
- أحمد خليفه
- ياسر عبداللطيف
- ناصر الشبلي
- رافي وهبي
- رانيا حالوت
- نضال سيجري
- جمال العلي
- محمد خاوندي
- نبيل حلواني
- رجاء يوسف
- حنان حبال
- فاطمه أبو عقل
- رياض كبرا
- رمضان حمود
- روعة شمس الدين
- وفاء العبدالله
- أميره خطاب
- ناهد المصري
- سحر إسماعيل
- معتز أفغاني
- عبدالسلام غبور
- فهد السكري
- فاتن بركات
- سليم تركماني
- هالة شوكت